# Баташки мъченици
Светите Баташки Новомъченици са български православни новомъченици загинали мъченически за православната вяра по време на баташкото клане през пролетта на 1876 г.
Баташките мъченици са канонизирани за светци най-напред от Българската старостилна православна църква на 17 май 2006 година от. Първата икона, посветена на тях, е нарисувана в манастира Св. Велика Княгиня Елисавета в Етна, Калифорния, САЩ специално за канонизацията им през 2006 г. Идеята за подобна икона се е родила през 2004 г. в България.
На заседание през март 2011 г. Светият Синод на Българската православна църква – Българска патриаршия също решава да канонизира за светци Баташките новомъченици. На 4 април 2011 г. в храм-паметника „Свети Александър Невски“ по време на Света литургия, отслужена от Негово Светейшество Българския патриарх Максим Български, новите български светци, избити през 1876 г. в църквата в Батак са канонизирани и от Българската православна църква. Първото тържествено прославление на новоканонизираните светии с отслужването на специално съставени в тяхна чест богослужебни последования, е извършено през същата 2011 г. в гр. Батак в деня, определен от Св. Синод за тяхна прослава – 17 май.
Историята е запазила само някои от имената на баташките мъченици – това са зверски убитите местни свещеници Петър и Нейчо, великомъченикът Трендафил Керелов – жив опечен на клада, запазени са имената и на някои от избитите – Иван, Илия и други. Паметта се почита официално на 17 май.
Две години църквата търси доказателства в мъченичеството на батачани, за което свидетелстват много разкази на очевидци (свиделства, че са загинали в защита на вярата си и за заплатили с живота си), един от разказите ни запознава с края на новомъченик Петър (един от отците в цървата „Света Неделя“ по време на клането) и разговорът му с поробителите:
„— Три думи, попе, ще ти кажем. Ако ги, попе, изпълниш, нема да те заколим. Ще ли са, папаз, потурчиш?
Поп Петър смело отвърнал:
— Главата си я давам, вярата си не давам!
Турците му отрязват главата.“
Според църквата това пределно кратко мъченическо дееписание събира в себе си цялото пространно житие на новомъчениците от Батак. То е също така силно и категорично, както е силна и категорична изразената от оцелелите батачанки още в 1877 г. преценка на събитията като християнско мъченичество:
„Да оставим онова, което не се връща от оня свят, та да не търсим мъжете си, които, за да не станат турци, та да изгубят душите си, както искаха кръвниците, по-добре се предадоха да ги изсекат на сечник като свети мъченици“.
На 2 април 2011 г. с панихида Църквата за последно почете мъчениците като обикновени хора, преди да ги удостои с ореола на светостта. На 4 април 2011 г. в храм-паметника „Свети Александър Невски“ по време на Света литургия, отслужена от Негово Светейшество Българския патриарх Максим, бяха канонизирани новите български светци, убити през 1876 година в църквата в Батак.. По време на отслужената Света Василиева литургия беше обявено вписването на имената на новите светци в българския църковен календар и бяха осветени техните икони. Иконата на мъчениците от Батак е изографисана от Мирослав Асенов.
С решение от 30 май 2011 г. на Светия Синод Руската православна църква ще чества паметта на Баташките и Новоселските мъченици.